# Breaking Bad (5.ª temporada)
A quinta e última temporada da série dramática de televisão norte-americana Breaking Bad estreou em 15 de julho de 2012 e foi concluída em 29 de setembro de 2013 na AMC nos Estados Unidos e no Canadá. A temporada de 16 episódios é dividida em duas partes, cada uma contendo oito episódios. A primeira parte da temporada foi transmitida de 15 de julho a 2 de setembro de 2012, e foi ao ar aos domingos às 22:00. A segunda parte foi transmitida de 11 de agosto a 29 de setembro de 2013, transmitida aos domingos às 21:00 horas. Estreou no Reino Unido e na Irlanda no Netflix, mostrando um dia após os episódios exibidos nos EUA e no Canadá. A parte 1 foi lançada na região 1 DVD e região A Blu-ray em 4 de junho de 2013, e a parte 2 foi lançada em 26 de novembro de 2013.
Depois de receber três indicações para as temporadas dois, três e quatro, as duas partes da quinta temporada receberam o prêmio Emmy do Primetime de melhor série de drama em 2013 e 2014. A segunda metade da temporada também ganhou o Globo de Ouro de melhor série dramática e o Prémio Screen Actors Guild para melhor elenco em série de drama em 2014. A pontuação no Metacritic da temporada de 99/100 levou a série a ser listado no Guinness World Records como a série de televisão mais aclamada da história.

## Elenco
| - Bryan Cranston como Walter White - Anna Gunn como Skyler White - Aaron Paul como Jesse Pinkman - Dean Norris como Hank Schrader - Betsy Brandt como Marie Schrader - RJ Mitte como Walter White, Jr. - Bob Odenkirk como Saul Goodman - Jonathan Banks como Mike Ehrmantraut - Laura Fraser como Lydia Rodarte-Quayle - Jesse Plemons como Todd Alquist | - Steven Michael Quezada como Steven Gómez - Michael Bowen como Jack Welker - Kevin Rankin como Kenny - Lavell Crawford como Huell Babineaux - Charles Baker como Skinny Pete - Bill Burr como Patrick Kuby - Louis Ferreira como Declan - Chris Freihofer como Dan Wachsberger - Matt L. Jones como Badger Mayhew - Emily Rios como Andrea Cantillo - Mike Batayeh como Dennis Markowsky - Adam Godley como Elliott Schwartz - Jessica Hecht como Gretchen Schwartz - Jim Beaver como Lawson - Christopher Cousins como Ted Beneke - Robert Forster como Ed - Larry Hankin como Joe - Christopher King como Chris Mara - Carmen Serano como Carmen Molina - Michael Shamus Wiles como George Merkert |

## Episódios
| Parte 1 |    |                    |                   |                      |                        |       |
| 47      | 1  | "Live Free or Die" | Michael Slovis    | Vince Gilligan       | 15 de julho de 2012    | 2,93  |
| 48      | 2  | "Madrigal"         | Michelle MacLaren | Vince Gilligan       | 22 de julho de 2012    | 2,29  |
| 49      | 3  | "Hazard Pay"       | Adam Bernstein    | Peter Gould          | 29 de julho de 2012    | 2,20  |
| 50      | 4  | "Fifty-One"        | Rian Johnson      | Sam Catlin           | 5 de agosto de 2012    | 2,29  |
| 51      | 5  | "Dead Freight"     | George Mastras    | George Mastras       | 12 de agosto de 2012   | 2,48  |
| 52      | 6  | "Buyout"           | Colin Bucksey     | Gennifer Hutchison   | 19 de agosto de 2012   | 2,81  |
| 53      | 7  | "Say My Name"      | Thomas Schnauz    | Thomas Schnauz       | 26 de agosto de 2012   | 2,98  |
| 54      | 8  | "Gliding Over All" | Michelle MacLaren | Moira Walley-Beckett | 2 de setembro de 2012  | 2,78  |
| Parte 2 |    |                    |                   |                      |                        |       |
| 55      | 9  | "Blood Money"      | Bryan Cranston    | Peter Gould          | 11 de agosto de 2013   | 5,92  |
| 56      | 10 | "Buried"           | Michelle MacLaren | Thomas Schnauz       | 18 de agosto de 2013   | 4,77  |
| 57      | 11 | "Confessions"      | Michael Slovis    | Gennifer Hutchison   | 25 de agosto de 2013   | 4,85  |
| 58      | 12 | "Rabid Dog"        | Sam Catlin        | Sam Catlin           | 1 de setembro de 2013  | 4,41  |
| 59      | 13 | "To'hajiilee"      | Michelle MacLaren | George Mastras       | 8 de setembro de 2013  | 5,11  |
| 60      | 14 | "Ozymandias"       | Rian Johnson      | Moira Walley-Beckett | 15 de setembro de 2013 | 6,37  |
| 61      | 15 | "Granite State"    | Peter Gould       | Peter Gould          | 22 de setembro de 2013 | 6,58  |
| 62      | 16 | "Felina"           | Vince Gilligan    | Vince Gilligan       | 29 de setembro de 2013 | 10,28 |